# Rockland St Peter
Rockland St Peter – wieś w Anglii, w hrabstwie Norfolk, w dystrykcie Breckland. Leży 28 km na południowy zachód od Norwich i 135 km na północny wschód od Londynu.